# Antigen

Každá protilátka se váže na specifický antigen formou interakce podobné zapadnutí klíče do zámku

Antigen je látka obvykle bílkovinné povahy z vnějšího prostředí nebo vzniklá ve vlastním těle, která svou (potenciální) škodlivostí provokuje buňky imunitního systému k produkci jedné nebo více protilátek. Každá protilátka se váže na specifický antigen formou interakce podobné zapadnutí klíče do zámku. Tím je antigen zneškodněn (zničen nebo neutralizován). Jinými slovy, buňky imunitního systému rozpoznávají antigeny a tvoři proti nim protilátky. Slovo „antigen“ vzniklo z termínu antibody generator a popisovalo molekulu, která se specificky váže na protilátku. Nyní se ale termín vztahuje na všechny molekuly nebo molekulární fragmenty, které mohou být vázány hlavním histokompatibilním komplexem (MHC) a prezentovány T-buněčnému receptoru.
Imunogen je specifický typ antigenu. Imunogen je látka, která je schopna vyvolat adaptivní imunitní odpověď, zatímco antigen je schopen spojovat se s produkty imunitní odpovědi po jejich vzniku.
Hapten je „osamělý epitop“, který je imunogenní až po vazbě na nosič. 
Imunogenicita je schopnost vyvolat humorální a (nebo) buněčnou imunitní odpověď. Antigenicita je schopnost specificky kombinovat finální produkty imunitní odpovědi, tj. sekretované protilátky a (nebo) povrchové receptory na T-buňkách. Všechny molekuly, které mají schopnost imunogenicity, mají také schopnost antigenicity. Naopak to neplatí.
Na molekulární úrovni může být antigen charakterizován schopností být „vázán“ do antigen-vazebného místa protilátky. Protilátky mají schopnost rozlišovat specifické molekulární struktury na povrchu antigenu. Antigeny jsou obvykle proteiny nebo polysacharidy. Mezi nejběžnější antigeny patří virové částice, buněčné stěny, bičíky, fimbrie a toxiny bakterií a jiné mikroorganismy. Lipidy a nukleové kyseliny jsou antigenní pouze v kombinaci s proteiny a polysacharidy. Nemikrobiální exogenní antigeny mohou zahrnovat pyl, vaječný bílek, bílkoviny z transplantovaných tkání a orgánů nebo z povrchu krevních buněk. Příkladem imunogenních antigenů podávaných úmyslně k vyvolání získané imunity jsou vakcíny.
Buňky prezentují antigeny imunitnímu systému přes MHC molekuly. V závislosti na prezentovaném antigenu a na typu MHC molekuly může být aktivováno několik typů imunitních buněk.

## Související pojmy
- Epitop (antigenní determinanta) – specifický povrchový rys antigenu, který může být vázán protilátkou. Antigenní molekuly jsou obvykle „velké“ biologické polymery, které prezentují několik povrchových znaků. Ty mohou být místy interakce specifických protilátek. Každý takový odlišný molekulární znak představuje epitop. Většina antigenů má proto potenciál být vázána několika různými protilátkami, z nichž každá je specifická pro konkrétní epitop. Dle teorie „zámku a klíče“ může být antigen chápán jako svazek klíčů a epitop je konkrétní klíč – každý z nich má jiný zámek.
- Alergen – látka schopná způsobit alergickou reakci. Reakce může vzniknout po požití alergenu, inhalací, injekčně nebo kontaktem s kůží.
- Superantigen – třída antigenů, které způsobují nespecifickou aktivaci T-buněk, což vede k jejich polyklonální aktivaci a masivnímu uvolnění cytokinů.
- Tolerogen – antigen, který vyvolá specifickou imunitní neodpovídavost. Pokud dojde ke změně jeho molekulární formy, může se tolerogen stát imunogenem.
- Imunoglobulin vazebný protein – Tyto proteiny jsou schopné vazby na protilátky v místech mimo vazebné místo pro antigen. To znamená, že zatímco antigeny jsou cílem protilátek, imunoglobulin-vazebné proteiny atakují protilátky. Protein A, protein G nebo protein L jsou příklady proteinů, které se silně vážou na různé izotypy protilátek.
- T-dependentní antigen – T-dependentní antigen vyžaduje k indukci tvorby specifických protilátek T-buňky. T-dependentními antigeny bývá většina proteinů.
- T-independentní antigen – T-independentní antigen stimuluje B-buňky přímo. Jde většinou o polysacharidy.[6]

## Původ pojmu antigen
V roce 1899 László Detre (Ladislas Deutsch, Ladislaus Deutsch) (1874–1939) pojmenoval hypotetické substance, které podle něj měly být prekurzory protilátek, stejně jako je zymogen prekurzorem enzymu. V roce 1903 však pochopil, že antigen naopak indukuje tvorbu imunitních protilátek, a ne že je jejich prekurzorem. Zavedl slovo „antigen“ jako zkrácení slova „antisomatogen“. Anglický Oxfordský slovník uvádí, že logická výstavba tohoto slova by měla být „anti (tělo)-gen“.

## Původ antigenů

### Exogenní antigeny
Exogenní antigeny jsou antigeny, které se dostanou do těla z vnějšího prostředí, například vdechnutím, požitím nebo injekčně. Odpověď imunitního systému na exogenní antigeny je často subklinická. Exogenní antigeny jsou fagocytovány antigen prezentující buňkou (APC) a zpracovány na menší fragmenty. APCs pak prezentují tyto fragmenty T-buňkám (CD4+) skrze MHC II na jejich povrchu. Některé T-buňky jsou specifické pro peptid : MHC komplex. Dojde tak k jejich aktivaci a následné produkci cytokinů. Cytokiny jsou látky, které mohou aktivovat cytotoxické T-lymfocyty (CTL), B-lymfocyty, makrofágy a další typy buněk. Některé exogenní antigeny se později mohou stát endogenními (např. intracelulární viry). Intracelulární antigeny mohou být znovu uvolněny do oběhu po destrukci infikované buňky.

### Endogenní antigeny
Endogenní antigeny jsou antigeny, které byly vytvářeny v normálních buňkách v důsledku buněčného metabolismu nebo z důvodu virové či intracelulární bakteriální infekce. Tyto fragmenty jsou pak prezentovány na povrchu buněk v komplexu s MHC I. Pokud jsou rozpoznány aktivovanými cytotoxickými CD8+ T-buňkami, začnou tyto T-buňky vylučovat toxiny, které způsobují lyzi nebo apoptózu infikované buňky. V zájmu zachování cytotoxicity pouze na buňky prezentující vlastní peptidy jsou autoreaktivní T-buňky během negativní selekce odstraněny z repertoáru T-lymfocytů. Endogenní antigeny zahrnují xenogenní (heterologní), autologní a idiotypické nebo alogenní (homologní) antigeny.

### Autoantigeny
Autoantigen je obvykle protein nebo komplex proteinů (někdy DNA nebo RNA), který je rozpoznáván imunitním systémem. Tyto antigeny nesmí být za normálních podmínek cílem imunitního systému. Kvůli určitým genetickým a environmentálním faktorům někdy dochází k poruše imunologické tolerance pro daný antigen. Autoprotilátky proti některým autoantigenům jsou proto příčinou mnoha autoimunitních onemocnění.

## Nádorové antigeny
Nádorové antigeny (neoantigeny, T-antigeny) jsou prezentovány MHC I nebo MHC II molekulami na povrchu nádorových buněk. Antigeny, které jsou prezentovány pouze nádorovými buňkami, se nazývají tumor-specifické antigeny (TSAs) a vznikají nádorově specifickými mutacemi. Běžnější jsou antigeny, které jsou prezentovány nádorovými i normálními buňkami. Tyto antigeny se nazývají „antigeny asociované s nádorem“ (TAAs). Cytotoxické T-lymfocyty, které rozpoznají tyto antigeny, dokáží zničit nádorové buňky, než se začnou množit nebo tvořit metastáze.
Nádorové antigeny se mohou vyskytovat také na povrchu nádorové buňky v podobě mutovaného receptoru. V takovém případě budou rozpoznávány B-buňkami.

## Nativní antigen
Nativní antigen je antigen, který ještě nebyl zpracován APC na menší fragmenty. T-buňky nemohou vázat nativní antigeny, proto je nutné, aby byly zpracovány APCs. B-buňky naopak mohou být aktivovány nativním antigenem.

## Antigenní specificita
Antigenní specificita je schopnost hostitelských buněk rozpoznat antigen specificky, jako unikátní molekulární entitu a odlišit ji od jiného antigenu s vysokou přesností. Stupeň specifičnosti není snadno změřitelný a nemusí být lineární.